# Хороший, плохой, коп
«Хороший, плохой, коп» (англ. Copshop) — американский художественный фильм в жанре боевика и триллера режиссёра Джо Карнахана по сценарию, написанному им самим и Куртом Маклеодом. Сценарий, в свою очередь, основан на сюжете, сочинённом Маклеодом и Марком Уилльямсом. Главные роли в фильме исполняют Джерард Батлер, Фрэнк Грилло и Алексис Лаудер.
Съёмки фильма проходили в Джорджии и Нью-Мексико с октября по ноябрь 2020 года. Фильм «Хороший, плохой, коп» был выпущен в США компанией Open Road Films.

## Сюжет
Полицейский участок городка Гэнг Крик в Неваде становится ничего хорошего не обещающим полем битвы между профессиональным убийцей, сообразительной новоприбывшей женщиной-полицейским и лживым аферистом, который ищет убежище за решёткой.

## В ролях
- Джерард Батлер — Боб Виддик, профессиональный убийца
- Фрэнк Грилло — Тедди Мурретто, аферист
- Алексис Лаудер[англ.] — Валери Янг, полицейский-новобранец
- Тоби Хасс — Энтони Ламб, психопат-убийца с контрактом на Мурретто
- Чад Коулмэн — Дуэйн Митчелл, сержант полиции
- Райан О’Нан[англ.] —  офицер Хьюбер
- Хосе Пабло Кантильо — офицер Пенья
- Кайви Лайман[англ.] — офицер Барнс
- Роберт Уокер-Браншо — офицер Кимбэлл
- Кристофер Майкл Холли[англ.] — офицер Руби
- Кит Джардин — солдат

## Создание

### Подготовка и подбор актёров
В сентябре 2020 года было объявлено о том, что Джерард Батлер и Фрэнк Грилло исполнят главные роли в фильме в жанре боевика и триллера под названием «Copshop», а режиссировать его будет Джо Карнахан. Сценарий был написан Куртом Маклеодом на основе сюжета самого́ Маклеода и Марка Уиллиамса. Это первый сценарий Маклеода, который работает финансовым консультантом в Эдмонтоне (Альберта, Канада). Самый последний черновик был написан Карнаханом. Фильм продюсировался Уилльямсом и Тай Данканом посредством компании Zero Gravity Management, Уорреном Гозом и Эриком Голдом посредством Sculptor Media, Батлером и Аланом Сигелом посредством их компании G-BASE Productions и Карнаханом и Грилло посредством их компании WarParty Films.
В октябре 2020 Алексис Лаудер получила третью главную роль. Позже, в том же месяце, Райан О’Нан, Кайви Лайман-Мерсеро и Тоби Хасс получили роли второго плана.

### Съёмки
Съёмки начались в октябре 2020 года на Blackhall Studios в Атланте. Также съёмки проходили в Нью-Мексико. 2 октября съёмки были остановлены после того, как у троих членов съёмочной группы оказались положительные пробы на COVID-19 в разгар продолжающейся пандемии. Съёмки возобновились 5 октября и закончились к 20 ноября.

## Выпуск
Фильм «Хороший, плохой, коп» был выпущен в США компанией Open Road Films. Права на международное распространение фильма принадлежат компании STX International, которая выпустила фильм в Великобритании и Ирландии.